# Савино (Карамышевская волость)
Савино — деревня в Карамышевской волости Псковского района Псковской области России.
Расположена в 11 км к востоку от села Карамышево и в 44 км к востоку от центра города Пскова.
Численность населения деревни по состоянию на 2000 год составляла 16 человек.